# NGC 7253A
NGC 7253A هو اصطدام مجري، يقع في كوكبة الفرس الأعظم. اكتشف في 9 سبتمبر 1863 . وقد اكتشفه ألبرت مارث .

## روابط خارجية
- NGC 7253A على موقع ويكي سكاي: DSS2, SDSS, GALEX, IRAS, Hydrogen α, X-Ray, Astrophoto, Sky Map, Articles and images